# Azarias Friton
Azarias Friton OP (* 1563; † 7. Januar 1607 in Nachitschewan) war ein römisch-katholischer Geistlicher.
Friton war Priester des Dominikanerordens. Am 24. März 1604 wurde er während des Pontifikats von Papst Clemens VIII. zum ersten Erzbischof von Nachitschewan ernannt. Am 9. Mai 1604 weihte Kardinal Girolamo Bernerio, Präfekt der Indexkongregation, ihn zum Bischof. Mitkonsekratoren waren Augustin Kvinti, Bischof von Korčula, und Léonardo Abel, Titularbischof von Sidon.